# Linderöds landskommun
Linderöds landskommun var en tidigare kommun i dåvarande Kristianstads län.

## Administrativ historik
Kommunen bildades i Linderöds socken i Gärds härad i Skåne när 1862 års kommunalförordningar trädde i kraft. 
Vid kommunreformen 1952 uppgick kommunen i Tollarps landskommun som 1974 uppgick i Kristianstads kommun.

## Politik

### Mandatfördelning i Linderöds landskommun 1938-1946
| 4 | 16 |

| 18 |

| 5 | 15 |

| 20 |

| 5 | 15 |

| 20 |